# Élections municipales de 2020 dans l'Ardèche
Les élections municipales de 2020 dans l'Ardèche étaient prévues les 15 et 22 mars 2020. Comme dans le reste de la France, le report du second tour est annoncé en pleine crise sanitaire liée à la propagation du coronavirus (COVID-19). Par un décret du 27 mai 2020, le second tour est fixé au 28 juin 2020.
Les informations suivantes concernent les seules communes de plus de 5 000 habitants situées dans le département de l'Ardèche.

## Maires sortants et maires élus (dans les communes de plus de5 000 habitants)
Hormis le gain de Bourg-Saint-Andéol pour la gauche, le scrutin est marqué par une grande stabilité politique.
| Commune             | Population | Maire sortant      | Parti | Parti | Maire élu                 | Parti | Parti |
| ------------------- | ---------- | ------------------ | ----- | ----- | ------------------------- | ----- | ----- |
| Annonay             | 16 345     | Antoinette Scherer |       | PS    | Simon Plenet              |       | PS    |
| Aubenas             | 12 172     | Jean-Yves Meyer    |       | UDI   | Jean-Yves Meyer           |       | UDI   |
| Bourg-Saint-Andéol  | 7 116      | Jean-Marc Serre    |       | LR    | Françoise Gonnet Tabardel |       | DVG   |
| Guilherand-Granges  | 10 961     | Sylvie Gaucher     |       | UDI   | Sylvie Gaucher            |       | UDI   |
| La Voulte-sur-Rhône | 5 093      | Bernard Brottes    |       | DVD   | Bernard Brottes           |       | DVD   |
| Le Teil             | 8 677      | Olivier Peverelli  |       | PS    | Olivier Peverelli         |       | PS    |
| Privas              | 8 266      | Michel Valla       |       | DVD   | Michel Valla              |       | DVD   |
| Saint-Péray         | 7 692      | Jacques Dubay      |       | UDI   | Jacques Dubay             |       | UDI   |
| Tournon-sur-Rhône   | 12 172     | Frédéric Sausset   |       | LR    | Frédéric Sausset          |       | LR    |

## Résultats dans les communes de plus de5 000 habitants

### Annonay
- Maire sortant : Antoinette Scherer (PS)
- 33 sièges à pourvoir au conseil municipal (population légale 2017 : 16 345 habitants)
- 20 sièges à pourvoir au conseil communautaire (CA Annonay Rhône Agglo)

| Tête de liste            | Tête de liste            | Liste                    | Premier tour | Premier tour | Deuxième tour | Deuxième tour | Sièges | Sièges |
| Tête de liste            | Tête de liste            | Liste                    | Voix         | %            | Voix          | %             | CM     | CC     |
| ------------------------ | ------------------------ | ------------------------ | ------------ | ------------ | ------------- | ------------- | ------ | ------ |
|                          | Simon Plenet             | DVG                      | 1 377        | 40,21        | 1 642         | 41,95         | 24     | 15     |
|                          | Marc-Antoine Quenette    | DVD                      | 1 121        | 32,73        | 1 605         | 41,00         | 7      | 4      |
|                          | Denis Neime              | DVG                      | 460          | 13,43        | 400           | 10,21         | 1      | 1      |
|                          | Jérôme Dozance           | Divers                   | 382          | 11,15        | 267           | 6,82          | 1      | 0      |
|                          | Christophe Marchisio     | EG                       | 84           | 2,45         |               |               |        |        |
|                          |                          |                          |              |              |               |               |        |        |
| Exprimés                 | Exprimés                 | Exprimés                 | 3 424        | 97,33        | 3 914         | 98,29         |        |        |
| Votes blancs             | Votes blancs             | Votes blancs             | 47           | 1,34         | 28            | 0,70          |        |        |
| Votes nuls               | Votes nuls               | Votes nuls               | 47           | 1,34         | 40            | 1,00          |        |        |
| Total                    | Total                    | Total                    | 3 518        | 100          | 3 982         | 100           | 33     | 20     |
| Abstention               | Abstention               | Abstention               | 7 949        | 69,32        | 7 471         | 65,23         |        |        |
| Inscrits / participation | Inscrits / participation | Inscrits / participation | 11 467       | 30,68        | 11 453        | 34,77         |        |        |

### Aubenas
- Maire sortant : Jean-Yves Meyer (UDI)
- 33 sièges à pourvoir au conseil municipal (population légale 2017 : 12 172 habitants)
- 15 sièges à pourvoir au conseil communautaire (CC du Bassin d'Aubenas)

| Tête de liste            | Tête de liste            | Liste                    | Premier tour | Premier tour | Deuxième tour | Deuxième tour | Sièges | Sièges |
| Tête de liste            | Tête de liste            | Liste                    | Voix         | %            | Voix          | %             | CM     | CC     |
| ------------------------ | ------------------------ | ------------------------ | ------------ | ------------ | ------------- | ------------- | ------ | ------ |
|                          | Jean-Yves Meyer          | DVD                      | 918          | 34,08        | 1 072         | 42,35         | 24     | 12     |
|                          | Roger Kappel             | DVC                      | 433          | 16,07        | 512           | 20,22         | 3      | 1      |
|                          | Patricia Roux            | DVG                      | 426          | 15,81        | 706           | 27,89         | 5      | 2      |
|                          | Michaël Jeanjean         | EELV                     | 353          | 13,10        |               |               |        |        |
|                          | Henri Delauche           | DVG                      | 327          | 12,14        | 241           | 9,52          | 1      | 0      |
|                          | Alexandra Cauquil        | DVC                      | 236          | 8,76         |               |               |        |        |
|                          |                          |                          |              |              |               |               |        |        |
| Exprimés                 | Exprimés                 | Exprimés                 | 2 693        | 95,02        | 2 531         | 95,37         |        |        |
| Votes blancs             | Votes blancs             | Votes blancs             | 50           | 1,76         | 44            | 1,66          |        |        |
| Votes nuls               | Votes nuls               | Votes nuls               | 91           | 3,21         | 79            | 2,98          |        |        |
| Total                    | Total                    | Total                    | 2 834        | 100          | 2 654         | 100           | 33     | 15     |
| Abstention               | Abstention               | Abstention               | 5 204        | 64,74        | 5 366         | 66,91         |        |        |
| Inscrits / participation | Inscrits / participation | Inscrits / participation | 8 038        | 35,26        | 8 020         | 33,09         |        |        |

### Bourg-Saint-Andéol
- Maire sortant : Jean-Marc Serre (LR)
- 29 sièges à pourvoir au conseil municipal (population légale 2017 : 7 116 habitants)
- 12 sièges à pourvoir au conseil communautaire (CC Du Rhône aux Gorges de l'Ardèche)

|                          | Françoise Gonnet Tabardel | DVG                      | 1 396 | 53,69 | 23 | 9  |  |  |
|                          | Jean-Marc Serre           | DVD                      | 1 204 | 46,30 | 6  | 3  |  |  |
|                          |                           |                          |       |       |    |    |  |  |
| Votes valides            | Votes valides             | Votes valides            | 2 600 | 97,56 |    |    |  |  |
| Votes blancs             | Votes blancs              | Votes blancs             | 29    | 1,09  |    |    |  |  |
| Votes nuls               | Votes nuls                | Votes nuls               | 36    | 1,35  |    |    |  |  |
| Total                    | Total                     | Total                    | 2 665 | 100   | 29 | 12 |  |  |
| Abstention               | Abstention                | Abstention               | 2 430 | 47,69 |    |    |  |  |
| Inscrits / participation | Inscrits / participation  | Inscrits / participation | 5 095 | 52,31 |    |    |  |  |

### Guilherand-Granges
- Maire sortant : Sylvie Gaucher (UDI)
- 33 sièges à pourvoir au conseil municipal (population légale 2017 : 10 961 habitants)
- 13 sièges à pourvoir au conseil communautaire (CC Rhône Crussol)

|                          | Sylvie Gaucher           | DVD                      | 1 969 | 100,00 | 33 | 13 |  |  |
|                          |                          |                          |       |        |    |    |  |  |
| Votes valides            | Votes valides            | Votes valides            | 1 969 | 86,93  |    |    |  |  |
| Votes blancs             | Votes blancs             | Votes blancs             | 167   | 7,37   |    |    |  |  |
| Votes nuls               | Votes nuls               | Votes nuls               | 129   | 5,70   |    |    |  |  |
| Total                    | Total                    | Total                    | 2 265 | 100    | 33 | 13 |  |  |
| Abstention               | Abstention               | Abstention               | 5 823 | 72,00  |    |    |  |  |
| Inscrits / participation | Inscrits / participation | Inscrits / participation | 8 088 | 28,00  |    |    |  |  |

### Le Teil
- Maire sortant : Olivier Pévérelli (PS)
- 29 sièges à pourvoir au conseil municipal (population légale 2017 : 8 677 habitants)
- 14 sièges à pourvoir au conseil communautaire (CC Ardèche Rhône Coiron)

|                          | Olivier Péverelli        | DVG                      | 1 509 | 64,10 | 24 | 12 |  |  |
|                          | Sophie Lorenzo           | RN                       | 508   | 21,58 | 3  | 1  |  |  |
|                          | Raphaël Buard            | DIV                      | 337   | 14,31 | 2  | 1  |  |  |
|                          |                          |                          |       |       |    |    |  |  |
| Votes valides            | Votes valides            | Votes valides            | 2 354 | 96,28 |    |    |  |  |
| Votes blancs             | Votes blancs             | Votes blancs             | 42    | 1,72  |    |    |  |  |
| Votes nuls               | Votes nuls               | Votes nuls               | 49    | 2,00  |    |    |  |  |
| Total                    | Total                    | Total                    | 1 445 | 100   | 29 | 14 |  |  |
| Abstention               | Abstention               | Abstention               | 3 515 | 58,98 |    |    |  |  |
| Inscrits / participation | Inscrits / participation | Inscrits / participation | 5 960 | 41,02 |    |    |  |  |

### Privas
- Maire sortant : Michel Valla (DVD)
- 29 sièges à pourvoir au conseil municipal (population légale 2017 : 8 266 habitants)
- 11 sièges à pourvoir au conseil communautaire (CA Privas Centre Ardèche)

|                          | Michel Valla             | DVD                      | 1 195 | 51,86 | 23 | 9  |  |  |
|                          | Souhila Boudali-Khedim   | DVG                      | 576   | 25,00 | 4  | 1  |  |  |
|                          | Jeanne Voiry             | EXG                      | 393   | 17,05 | 2  | 1  |  |  |
|                          | Christian Grangis        | EXD                      | 140   | 6,07  | 0  | 0  |  |  |
|                          |                          |                          |       |       |    |    |  |  |
| Votes valides            | Votes valides            | Votes valides            | 2 304 | 98,00 |    |    |  |  |
| Votes blancs             | Votes blancs             | Votes blancs             | 23    | 0,98  |    |    |  |  |
| Votes nuls               | Votes nuls               | Votes nuls               | 24    | 1,02  |    |    |  |  |
| Total                    | Total                    | Total                    | 2 351 | 100   | 29 | 11 |  |  |
| Abstention               | Abstention               | Abstention               | 3 256 | 58,07 |    |    |  |  |
| Inscrits / participation | Inscrits / participation | Inscrits / participation | 5 607 | 41,93 |    |    |  |  |

### Saint-Péray
- Maire sortant : Jacques Dubay (UDI)
- 29 sièges à pourvoir au conseil municipal (population légale 2017 : 7 692 habitants)
- 9 sièges à pourvoir au conseil communautaire (CC Rhône Crussol)

|                          | Jacques Dubay            | DVD                      | 2 101 | 86,71 | 28 | 9 |  |  |
|                          | Isabelle Badier          | DVD                      | 322   | 13,28 | 1  | 0 |  |  |
|                          |                          |                          |       |       |    |   |  |  |
| Votes valides            | Votes valides            | Votes valides            | 2 423 | 95,43 |    |   |  |  |
| Votes blancs             | Votes blancs             | Votes blancs             | 53    | 2,09  |    |   |  |  |
| Votes nuls               | Votes nuls               | Votes nuls               | 63    | 2,48  |    |   |  |  |
| Total                    | Total                    | Total                    | 2 539 | 100   | 29 | 9 |  |  |
| Abstention               | Abstention               | Abstention               | 3 693 | 59,26 |    |   |  |  |
| Inscrits / participation | Inscrits / participation | Inscrits / participation | 6 232 | 40,74 |    |   |  |  |

### Tournon-sur-Rhône
- Maire sortant : Frédéric Sausset (LR)
- 33 sièges à pourvoir au conseil municipal (population légale 2017 : 12 172 habitants)
- 12 sièges à pourvoir au conseil communautaire (CA Arche Agglo)

| Tête de liste            | Tête de liste            | Liste                    | Premier tour | Premier tour | Deuxième tour | Deuxième tour | Sièges | Sièges |
| Tête de liste            | Tête de liste            | Liste                    | Voix         | %            | Voix          | %             | CM     | CC     |
| ------------------------ | ------------------------ | ------------------------ | ------------ | ------------ | ------------- | ------------- | ------ | ------ |
|                          | Frédéric Sausset         | DVD                      | 1 178        | 36,33        | 1 416         | 40,09         | 24     | 9      |
|                          | Pierre Guichard          | DVG                      | 1 103        | 34,02        | 1 334         | 37,76         | 6      | 2      |
|                          | Pascal Diaz              | DVC                      | 961          | 29,64        | 782           | 22,14         | 3      | 1      |
|                          |                          |                          |              |              |               |               |        |        |
| Exprimés                 | Exprimés                 | Exprimés                 | 3 242        | 97,21        | 3 532         | 98,00         |        |        |
| Votes blancs             | Votes blancs             | Votes blancs             | 38           | 1,14         | 34            | 0,94          |        |        |
| Votes nuls               | Votes nuls               | Votes nuls               | 55           | 1,65         | 38            | 1,05          |        |        |
| Total                    | Total                    | Total                    | 3 335        | 100          | 3 604         | 100           | 33     | 12     |
| Abstention               | Abstention               | Abstention               | 3 949        | 54,21        | 3 692         | 50,60         |        |        |
| Inscrits / participation | Inscrits / participation | Inscrits / participation | 7 284        | 45,79        | 7 296         | 49,40         |        |        |